# Reuth (Leinburg)

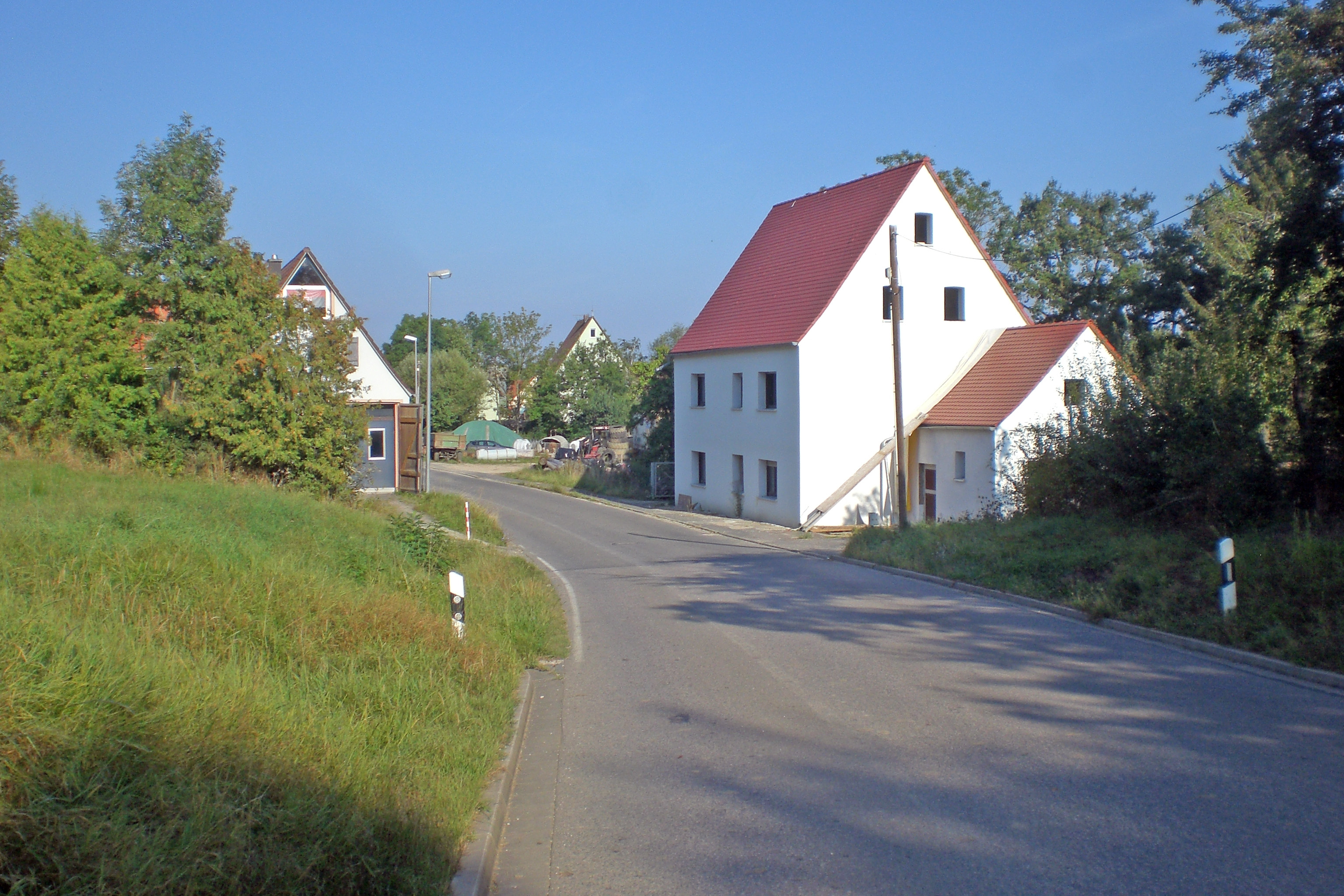
Ortseingang (2024)

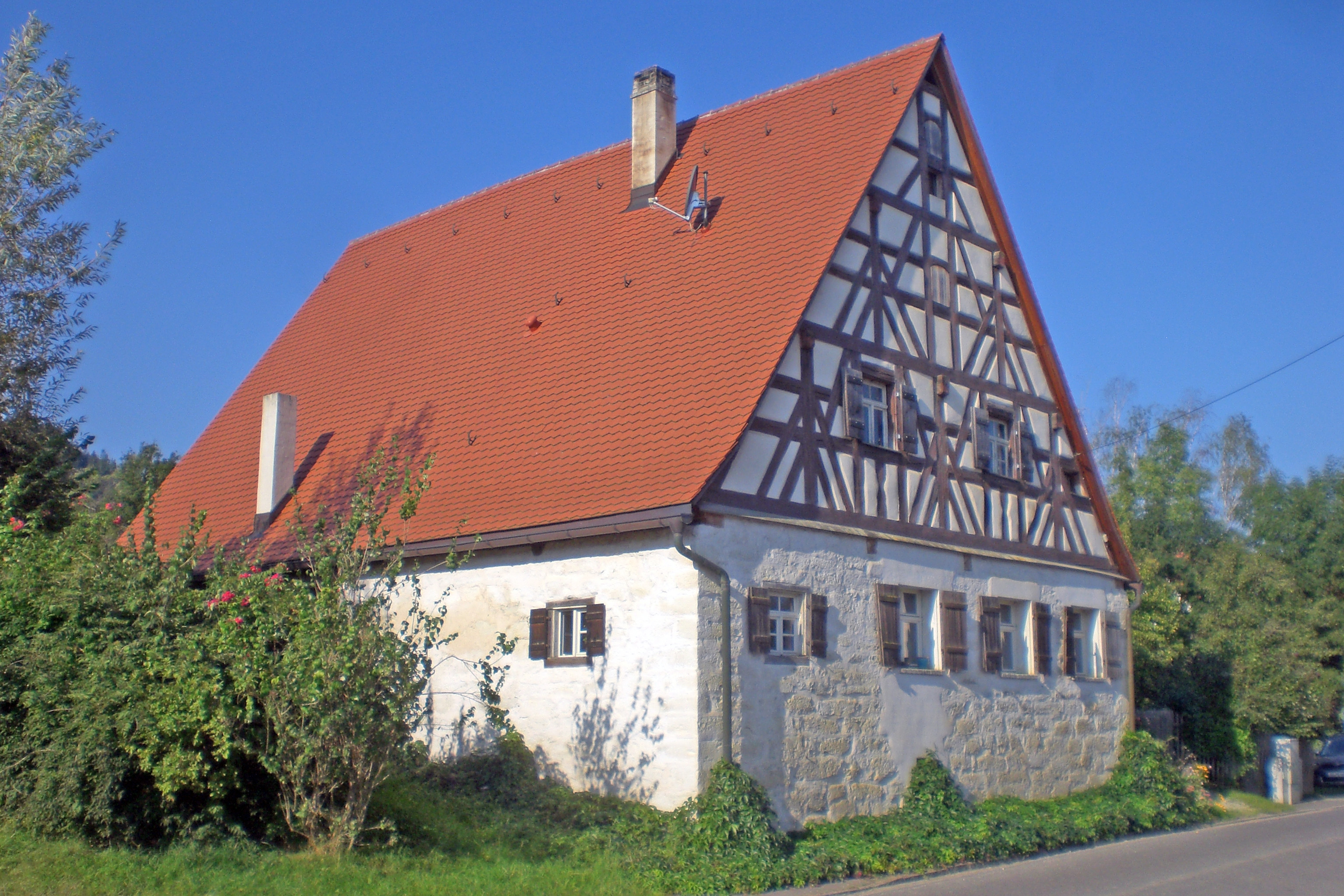
Fachwerkhaus (2024)

Reuth ([ʁɔɪ̯t] ) ist ein Gemeindeteil der Gemeinde Leinburg im Landkreis Nürnberger Land (Mittelfranken, Bayern). Reuth liegt in der Gemarkung Gersdorf.

## Geografie
Der Weiler liegt am Osthang des Moritzberges (604 m ü. NHN) und am Nordhang des Reuther Berges (539 m ü. NHN). Unmittelbar nördlich des Ortes fließt der Reuther Graben (im Unterlauf Hinterlohgraben genannt), der linke Oberlauf des Sandbachs. Die Kreisstraße LAU 7 führt nach Weigenhofen (1,5 km nordwestlich) bzw. zur Staatsstraße 2404 (1,8 km südöstlich).

## Geschichte
Die erste urkundliche Erwähnung des Ortes geht auf das 13. Jahrhundert zurück. Südlich von Reuth existierte im Mittelalter eine als „Gunzenberg“ bezeichnete Ortschaft, deren Höfe dem Konvent des Klosters Engelthal zugeordnet waren. Noch vor dem Jahr 1350 wurden diese aufgelassen und Gunzenberg damit zu einer Wüstung.
Mit dem Gemeindeedikt (frühes 19. Jahrhundert) wurde Reuth dem Steuerdistrikt Entenberg und der Ruralgemeinde Gersdorf zugewiesen. Im Zuge der Gebietsreform in Bayern wurde Reuth am 1. Mai 1978 nach Leinburg eingemeindet.

## Baudenkmäler
In Reuth befindet sich ein ehemaliges Wohnstallhaus, das als massiver eingeschossiger Steilsatteldachbau mit Fachwerkgiebel ausgeführt ist.